# Riffa-fort

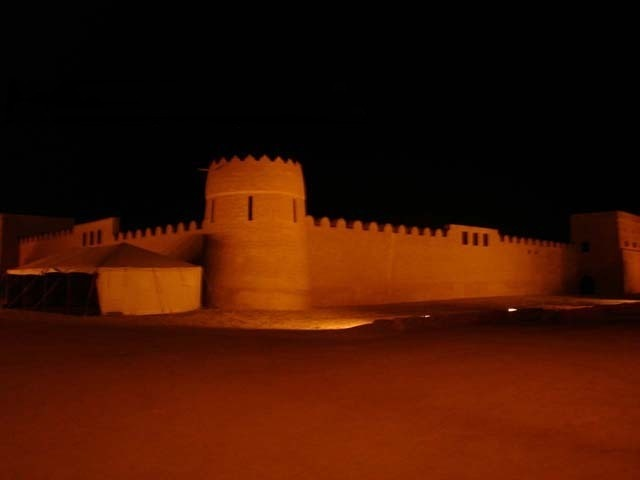
Riffa-fort bij nacht

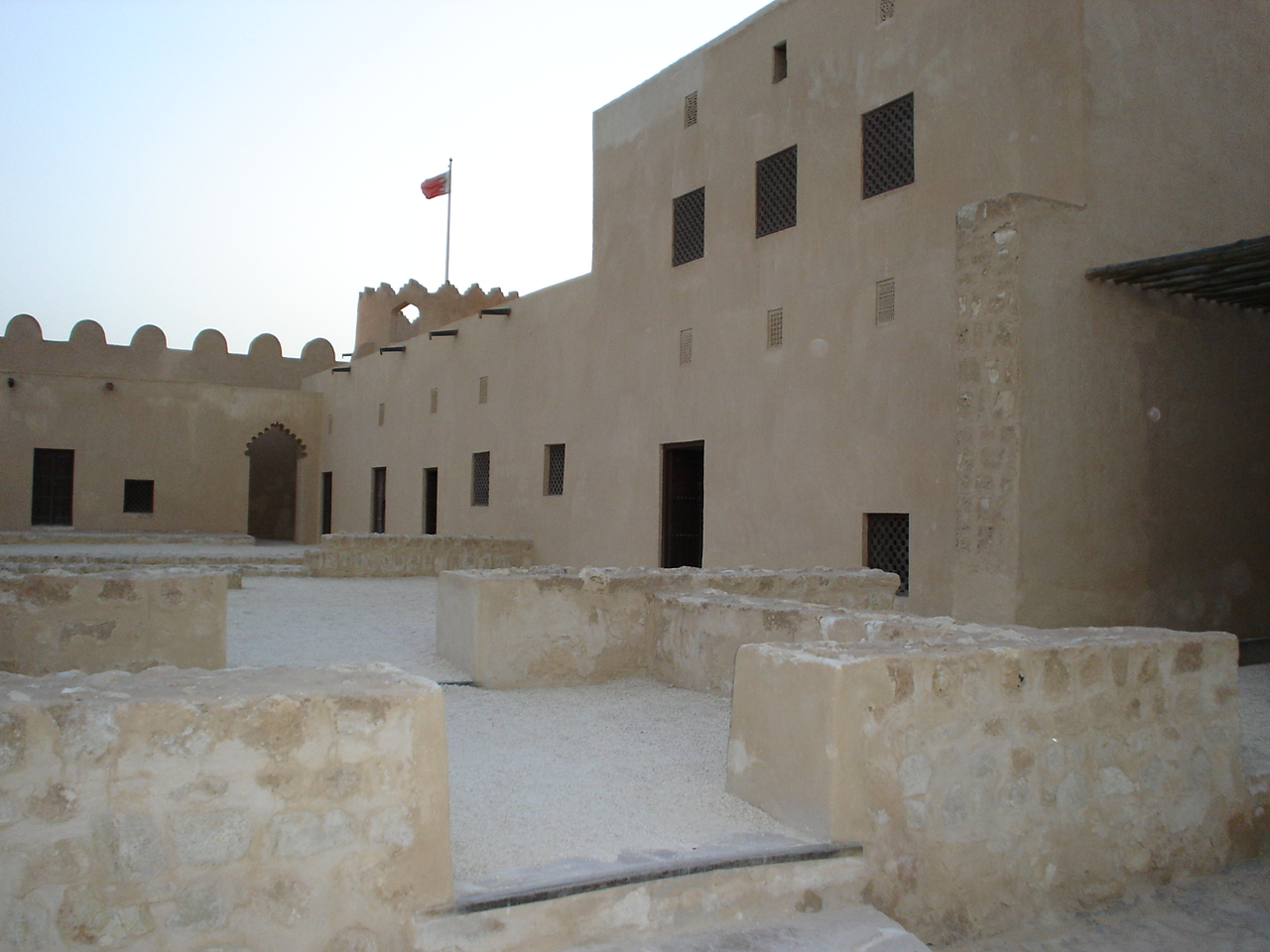
Binnenzijde van het fort

Het Riffa-fort (Arabisch: قلعة الرفاع; Qal'at ar-Rifa' ), volledige naam Sjeik Salman bin Achmed-fort, is een fort dat werd gebouwd door sjeik Soelman ibn Achmed Al Khalifa, heerser (hakim) van Bahrein (van 1796 tot 1825). Het ligt op een klif en biedt uitzicht over de Hunanaiya-vallei. Er bevindt zich ook een badgir (Perzische windtoren).
Het fort ligt op de plek van een eerder 17e-eeuws fort, dat door sjeik Fraer bin Rahal werd gebouwd nabij de hoofdstad Riffa op een strategisch punt, mede vanwege het uitzicht over de vallei en de dorpen die er lagen.
Van 1795 tot 1812 werd het fort herbouwd door al Khalifa, die er een persoonlijk verblijf van maakte. Deze functie bleef het fort behouden totdat het in 1983 grondig werd gerestaureerd en werd opengesteld voor het publiek. In 1995 volgde een tweede renovatie. Het is tegenwoordig een van de meest bezochte toeristische trekpleisters van het land.